# Torf

Brasão de Armas da Casa dos Harcourt.

Torf "O rico" (Normandia, Seine-Maritime, 913 -?) foi um nobre medieval e senhor feudal de Harcourt e de Pont-Audemer, comuna francesa na região administrativa da Alta-Normandia, no departamento Eure, França. 

## Relações familiares
Foi filho de Bernardo de Pont-Audemer (880 - 955), visconde de Ruão (860 — 955) e de Sporte da Borgonha. Casou com Ertemberga Bertrand, Senhora de Bricquebec de quem teve:
1. Toroldo de Pont-Audemer,[1] Senhor de Pont-Audemer (945 —?) casado com Anceline de Montfort.[1]